# 22e régiment de dragons
 (19 août 2019).
Le 22e régiment de dragons (ou 22e RD), est une unité de cavalerie de l'armée française, formé sous le 1er Empire à partir du 13e régiment de cavalerie issu du régiment d'Orléans cavalerie un régiment de cavalerie français d'Ancien Régime créé en 1630. Elle est actuellement dissoute.

## Création et différentes dénominations
- 1630 : Levée du régiment de Souvré, formé de piémontais[1]
- 1635 : Passe au service français
- 1647 : régiment d'Anjou
- 1660 : régiment d'Orléans
- 1661 : Dissous
- 1665 : régiment d'Orléans cavalerie
- 1791 : 13e régiment de cavalerie
- 1803 : 22e régiment de dragons
- 1814 : Dissous
- 1873 : 22e régiment de dragons
- 1926 : Dissous

## Colonels/chef-de-brigade
- 1792 : Guerpel
- 1792 : Baillot
- 1794 : Aubry
- 1797 : Balmont
- 1800 : Béclerc

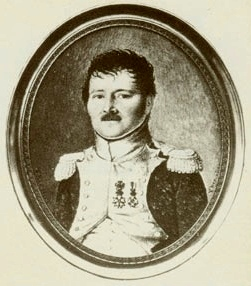
Nicolas Rozat de Mandres, colonel du de dragons.

- 1802 : chef de brigade Jean-Auguste Carrié de Boissy (*)
- 1807 : colonel François Xavier Frossard
- 1808 : colonel Claude Gaspard Blancheville
- 1810 : colonel Nicolas Rozat de Mandres [2],[note 1]
- 1813 : Caillot
- 1814 : Adam
- 1875 : Wolbert
- 1877 : Jesse
- 1881 : Dombrat
- 1882 : des Roys
- 1883 : Bidot
- 1889-1893 : colonel Jules de Benoist (**)
- 1893-1896 : colonel Raymond Eugène Maÿniel (**)
- 1896-1898 : lieutenant-colonel Félix Antoine Lucien Beauvarlet de Moismont
- 1896-1899 : colonel Raoul Marion (**)
- 1900-1903 : colonel Emile-Nicolas Prot
- 1910-1913 : colonel Septime de Dampierre (1853-1922) [3].
- 7 février 1913 - 14 septembre 1914 : colonel Félix Adolphe Robillot (1865-1943)(**)[4].
- 3 décembre 1914 - 13 juin 1915 : colonel Victor Ernest Marie de Saint-Just
- 15 juin 1915 - 5 février 1919 : colonel Jules Antoine Edmond Secrettand

(*) Officier qui devint par la suite général de brigade.
(**) Officier qui devint par la suite général de division.

## Historique des garnisons, combats et batailles du22erégimentde dragons

### Ancien Régime

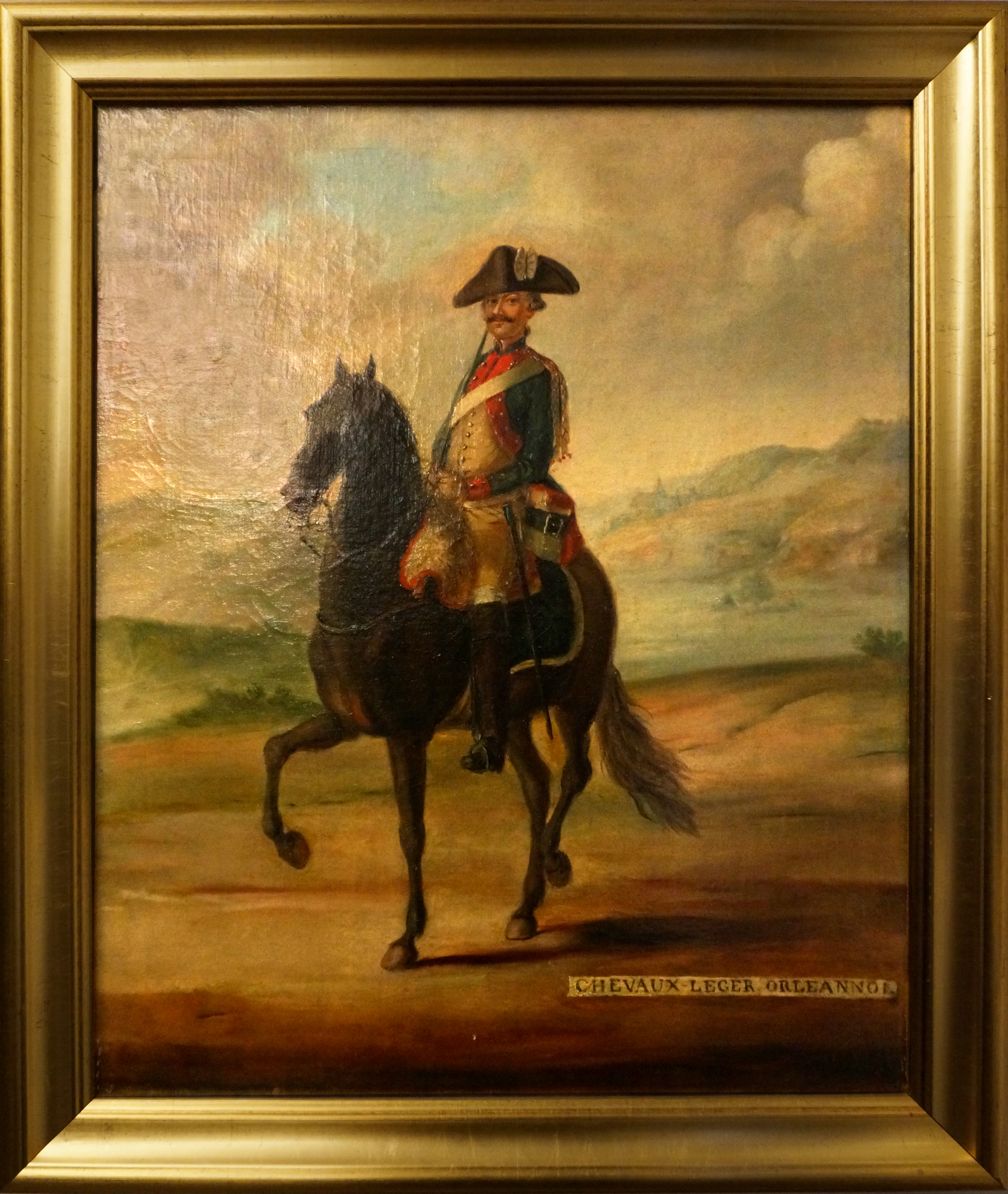
Orléans Chevau-légers.

- 1635-1648 : Guerre de Trente Ans
- 1649 : Catalogne
- 1649-1659 : La Fronde
- 1667-1669 : Guerre de Dévolution
- 1672-1678 : Hollande
- 1683 : Courtrai
- 1784 : Luxembourg
- 1688-1697 : Ligue d'Augsbourg
- 1701-1713 : Succession d'Espagne
- 1733-1735 : Succession de Pologne
- 1740-1748 : Succession d'Autriche
- 1756-1763 : Guerre de Sept Ans

### Guerres de la Révolution et de l'Empire
- 1793 : Armée du Nord
- 1794-1796 : Armée de Sambre et Meuse
- 1796-1797 : Armée de Rhin et Moselle
- 1800 : Armée du Rhin
- 1805 :
  - 2 décembre : Bataille d'Austerlitz
- 1806 : Campagne de Prusse et de Pologne
  - 14 octobre : Bataille d'Iéna
- 1808-1813 : Espagne
- 1813 : Campagne d'Allemagne
  - 16-19 octobre : Bataille de Leipzig
- 1814 : Campagne de France (1814)

### Première Guerre mondiale

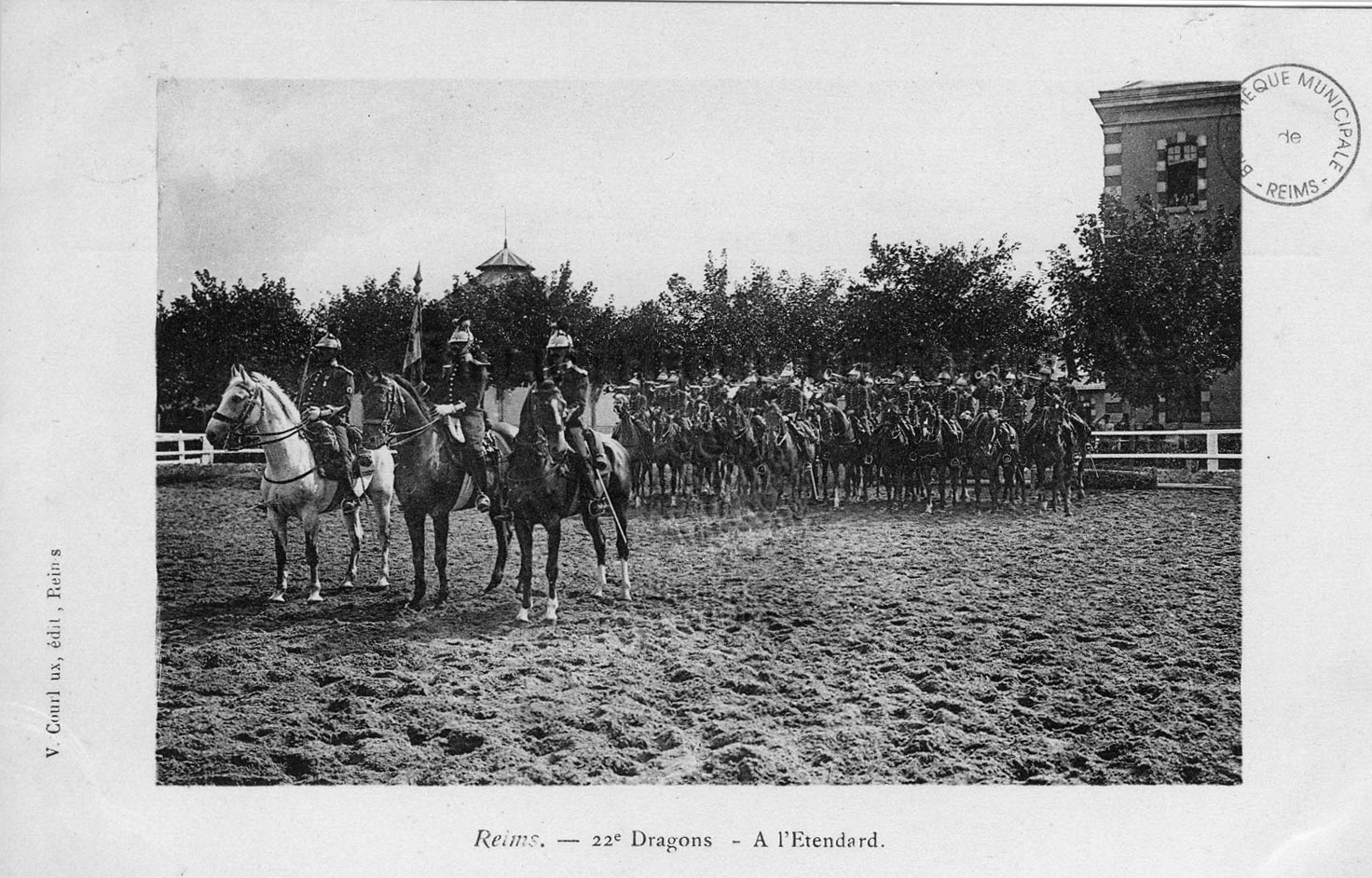
Dans la carrière de sa caserne de Reims.

### De 1871 à 1914

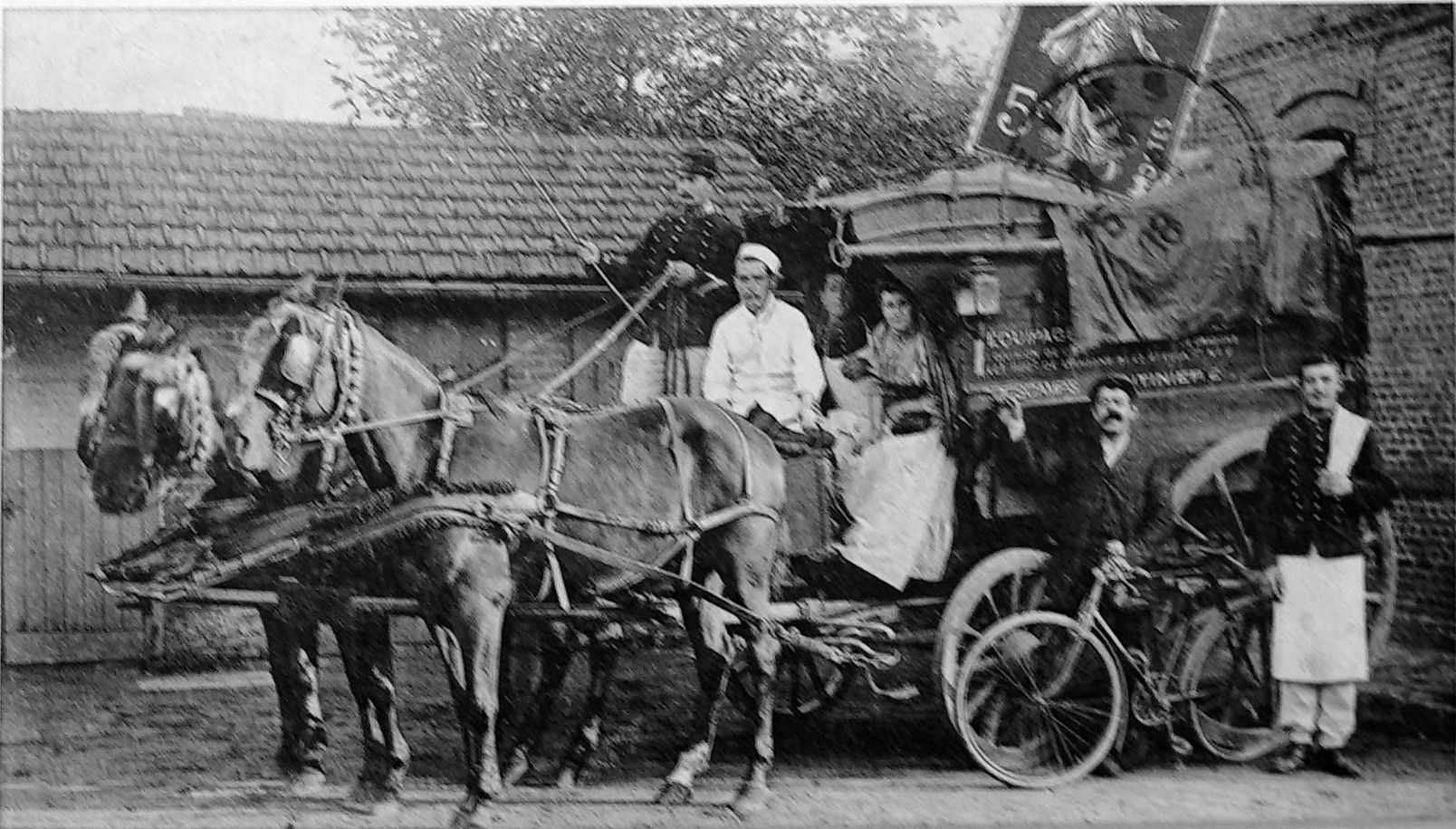
Et sa cantinière.

- 1873-1875 : en garnison à Reims
- 1898-1914 : en garnison à Reims

### Entre-deux-guerres
1918-1923 : En Garnison à Reims

## Devise
Nomen landesqque manebunt

## Etendard
Il porte, cousues en lettres d'or dans ses plis, les inscriptions suivantes :
- Austerlitz 1805
- Iena 1806
- Eylau 1807
- Oporto 1809
- L'Ourcq 1914
- L'Avre 1918
- La Marne 1918

## Décorations
Sa cravate est décorée de la croix de guerre 1914-1918  avec 2 palmes et une étoile d'argent.

## Personnalités
- François Joseph Marie Clary (1786-1841), sous-lieutenant au 22e en frimaire an XII
- Félix Antoine Lucien Beauvarlet de Moismont, Lieutenant-colonel du 22e dragons, venait d’arriver à Reims et allait être élevé au grade de colonel, lorsque sa mort inattendue survint le 11 décembre 1898. Il succombait à une maladie de cœur qui s’était subitement aggravée à la suite des grandes manœuvres auxquelles le brillant officier, n’écoutant que son âme de soldat, avait voulu prendre part. Sorti de Saint-Cyr (1868), il fit la campagne de 1870 comme sous-lieutenant au 6e régiment de lanciers ; nommé lieutenant quelques années après, il fut successivement promu capitaine (1879) ; chef d’escadrons (1886) et lieutenant-colonel (1893). C’était un officier d’avenir, d’une admirable énergie et d’une grande sympathie pour le soldat. Le lieutenant-colonel Beauvarlet de Moismont était né à Abbeville le 7 mars 1849[6].
- Louis Drummond, comte de Melfort
- Pierre Louis Roederer
- Rémond Monclar (1894-1972), Compagnon de la Libération
- Eugène Janiaud (1896-??), politicien français